# The Guilty (2018)
The Guilty (englisch für der oder die Schuldige) ist ein dänisches Filmdrama von Gustav Möller aus dem Jahr 2018. Die Premiere erfolgte am Sundance Film Festival.

## Handlung
Der Polizist Asger Holm wurde in den Innendienst in eine Notrufzentrale versetzt, da gegen ihn ein Gerichtsverfahren läuft. Sein Prozess soll am folgenden Tag stattfinden.
Während seiner Schicht in der Notrufzentrale von Kopenhagen ruft eine Frau namens Iben mit ihrem Mobiltelefon an, und Holm nimmt an, sie sei in einem Auto entführt worden. Da er in seinem Notrufsystem die Lage der Mobiltelefonzelle erkennen kann – sie sind auf der Hillerødautobahn 16 auf Höhe Allerød in Richtung Norden unterwegs –, schickt er einen Streifenwagen dorthin. Die Beamten finden in dem zunächst angehaltenen Transporter jedoch keine entführte Frau vor.
Da Holms System auch die Festnetznummer der Frau anzeigt, ruft Holm dort an und kann mit Ibens kleiner Tochter Mathilde sprechen. Mathilde gibt Holm die Telefonnummer ihres Vaters Michael, der von der Familie getrennt lebt. Holm liest in seinem System, dass Michael wegen Gewaltverbrechen verurteilt worden ist, und wird dadurch in seiner Meinung bestärkt, dass der Vater der Entführer ist.
Nachdem Holm Iben angewiesen hat, die Handbremse zu ziehen, wird sie nach einer weiteren Unterbrechung von ihrem Entführer in den Laderaum des Fahrzeugs gesperrt. Holm spricht ihr Mut zu und gibt ihr den Ratschlag, den Entführer niederzuschlagen, sobald das Auto anhält und die Tür geöffnet wird. Das gelingt auch.
Eine weitere Streife hat sich – von Holm geschickt – der kleinen Tochter angenommen. Der Zuschauer kann über Holms Telefon mithören, wie der Beamte mit Mathilde spricht und dann das Haus durchsucht. Dabei entdeckt dieser, dass der kleine Bruder des Mädchens auf grausame Weise getötet worden ist – ihm wurde der Bauch aufgeschnitten.
Ein Telefonat mit Michael ergibt, dass dieser erfolglos gegen das Kontaktverbot mit seinen Kindern vorgegangen ist und seine Frau Iben auf eigene Faust in eine psychiatrische Klinik im Norden Seelands bringen wollte. In Gesprächen mit Holms Partner erfährt man, dass er vor Gericht steht, da er einen jungen Mann erschossen hat, und dass der Partner und er geplant haben, vor Gericht eine ihn deckende Falschaussage zu machen.
Bei einem erneuten Telefonat mit Iben wird Holm klar, dass diese ihren kleinen Sohn selbst getötet hat. Sie steht auf einer Brücke und will sich umbringen. Holm kann gerade noch einen Streifenwagen schicken, dessen Beamten den Suizid verhindern können. In diesem Gespräch gibt er ihr und damit den Kollegen im Raum gegenüber zu, den jungen Mann nach einer schweren Straftat erschossen zu haben, ohne dass dafür Notwendigkeit bestand.
Nach dem Gespräch mit Iben wird nochmals ein Telefonat mit seinem Handy angedeutet. Es ist anzunehmen, dass Holm am nächsten Tag vor Gericht die Wahrheit sagen wird.

## Rezeption

### Kritiken
Der Film erhielt weltweit sehr gute Kritiken. Auf der Website Rotten Tomatoes hält The Guilty derzeit eine Bewertung von 98 Prozent, basierend auf 123 englischsprachigen Kritiken und einer Durchschnittswertung von 8,0 von 10 Punkten.
Auch in Deutschland war die Resonanz sehr positiv. Joachim Kurz attestierte auf Kino-Zeit dem Film, er vermittle über einen langen Zeitraum die gesamte Bandbreite der Emotionen und zugleich einen Diskursraum über Schuld und Vergebung und die Brüchigkeit dessen, was wir als Wahrheit annehmen. Auf film-rezensionen.de vergab Oliver Armknecht 8 von 10 möglichen Punkten. Der dänische Geheimtipp sei eine düstere Mischung aus Thriller und Charakterporträt, die mit minimalen Mitteln und trotz eines begrenzten Schauplatzes sehr viel Spannung erzeugt.

## Auszeichnungen und Nominierungen
- 2018: Filmkunstmesse Leipzig – Publikumspreis
- 2018: Zurich Film Festival – Kritikerpreis
- 2018: Dänischer Beitrag für den besten fremdsprachigen Film für die Oscarverleihung 2019
- 2018: Europäischer Filmpreis – Nominierung als Bester Erstlingsfilm

## Adaptionen
2020 erstellte der Sender Deutschlandradio eine knapp 48-minütige Hörspielfassung unter demselben Titel. Die Übersetzung ins Deutsche erstellte der Synchronautor Jörg Hartung. Die Funkbearbeitung und die Komposition stammten von Ulrich Lampen, der auch die Regie führte. Es sprachen u. a. Matthias Brandt (Asger), Jeff Wilbusch (Nikolai) und Anja Schneider (Iben). Die Erstsendung fand am 27. Juli 2020 bei Deutschlandfunk Kultur statt.
Im Jahr 2021 wurde ein US-amerikanisches Remake unter demselben Titel mit Jake Gyllenhaal in der Hauptrolle veröffentlicht. Regie führte Antoine Fuqua.